# Requin du Groenland
Somniosus microcephalus
Espèce
Répartition géographique
Statut de conservation UICN

VU : Vulnérable
Le requin du Groenland ou laimargue du Groenland (Somniosus microcephalus) est une espèce de requins de la famille des Somniosidae. C'est le vertébré qui a la plus longue espérance de vie connue : au moins 300 ans, peut-être 500 ans.

## Description
Le requin du Groenland est l'un des plus gros requins carnivores de la planète, avec le grand requin blanc, et aussi l'un des plus gros poissons de l'Arctique, et sans doute le seul requin des eaux polaires de l'Atlantique Nord. Sa longueur moyenne est de 2,5 à 4,5 m, mais il peut atteindre jusqu'à 7,3 m. C'est également le vertébré à la longévité la plus importante (estimée à près de 400 ans).

## Habitat
Espèce principalement bathybenthique, il peut être, rarement, observé autour de 200 mètres de fond. On le trouve le plus souvent entre 200 et 400 mètres. Il fréquente les eaux polaires de l'Atlantique Nord et du Pacifique Nord. Sa présence aurait été signalée dans certaines eaux australes (îles Kerguelen, île Macquarie, etc.) mais avec un risque de confusion avec l'espèce proche Somniosus antarcticus (en). 
Il affectionne les eaux entre 2 et 7 °C et toujours inférieures à 12 °C. Les premières photos d'un spécimen vivant ont été prises en Arctique en 1995. C'est le seul requin qui tolère les températures arctiques à l'année. Dans le cas de la rivière Saguenay, la présence du requin a été enregistrée pendant les quatre saisons, et non seulement en hiver, ce qui est plausible vu la grande profondeur (300 m) du fjord. Il est cependant possible de l'observer en plongée récréative à Baie-Comeau au Québec.

## Reproduction
Somniosus microcephalus est ovovivipare. La femelle peut donner naissance à dix petits par portée. Les nouveau-nés mesurent environ 90 cm. Lors de l'accouplement le mâle va mordre la femelle sur la peau qui est deux fois plus épaisse que celle du mâle. La maturité sexuelle intervient lorsqu'il mesure au moins 4 m, soit un âge proche de 150 ans (au moins 156 ± 22 ans),.

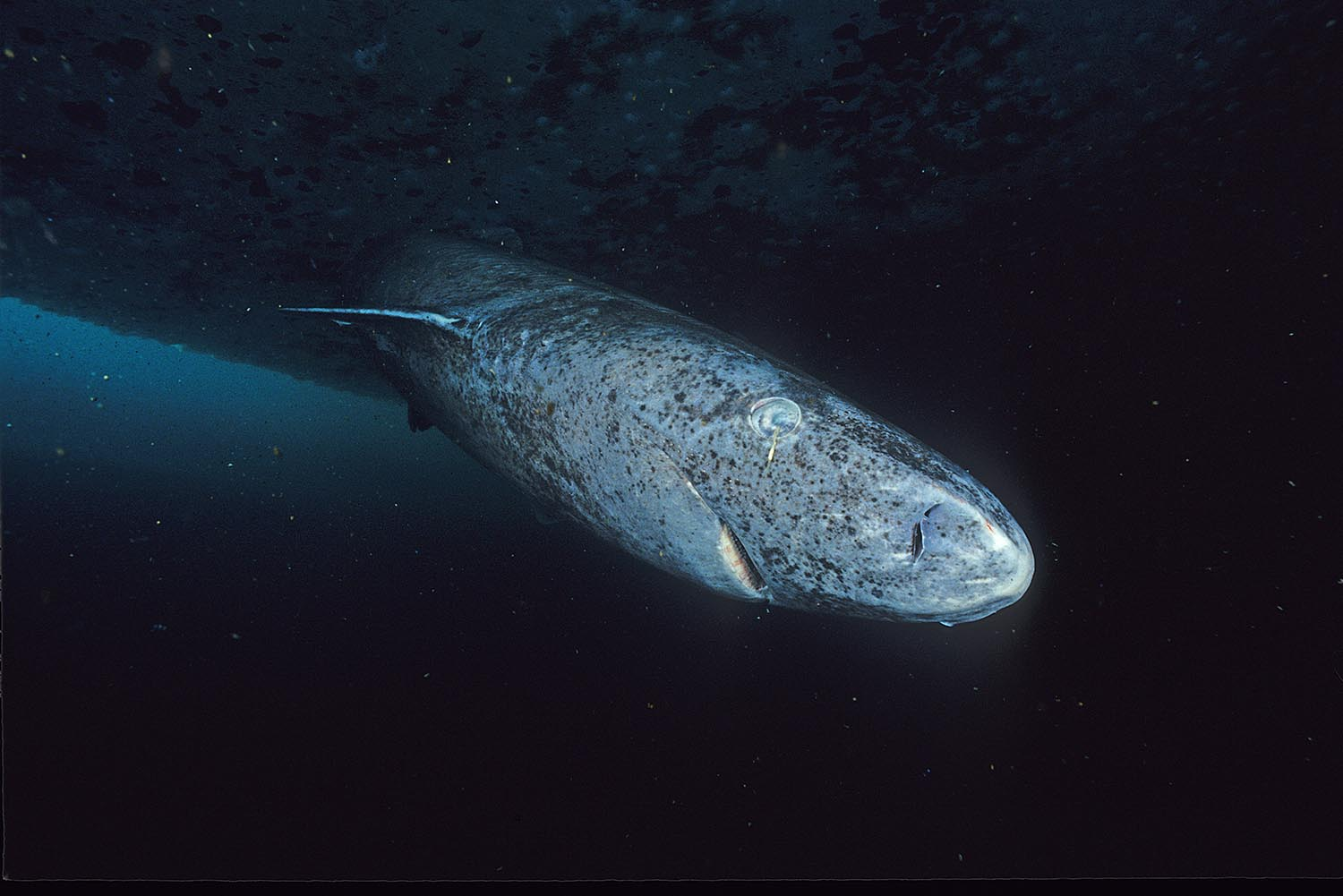
Le requin du Groenland s'observe entre 200 et 300 mètres de profondeur.
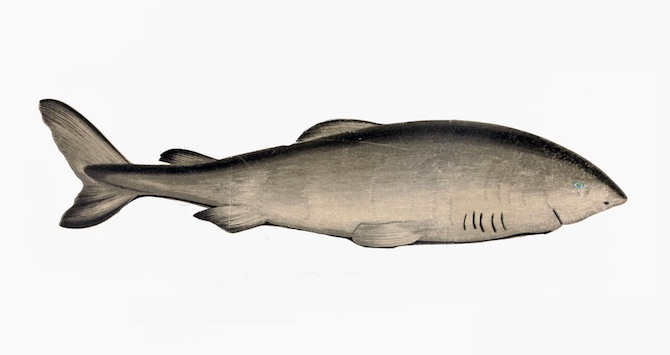
Dessin.
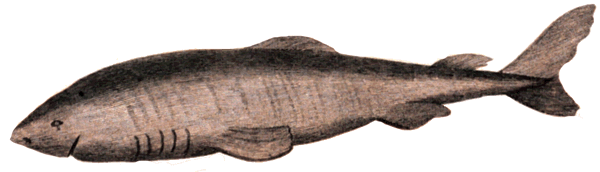
Dessin.

## Alimentation

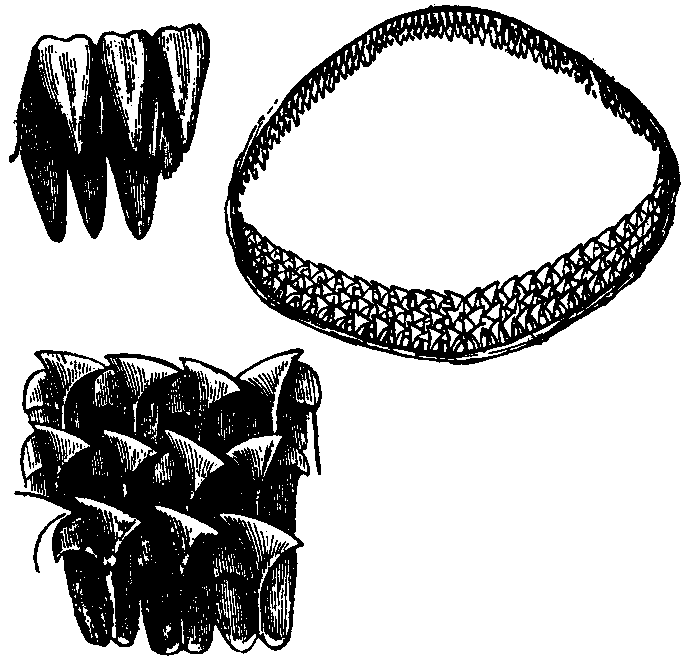
Denture du requin du Groenland.

Muni de dents très effilées au niveau de la mâchoire supérieure et larges au niveau de la mâchoire inférieure, c'est un prédateur qui chasse le calmar, différents mammifères marins comme le phoque et le marsouin commun, et toutes sortes de poissons osseux (saumons, harengs) et cartilagineux (autres requins, raies). C'est aussi un charognard. Il mangerait également des bélugas et des narvals, et des restes d'animaux terrestres (chien, cheval, renne...) ont été retrouvés dans son estomac. Dans quelques cas, des restes d'ours polaire ont été retrouvés dans l'estomac de ce requin, mais il s'agit probablement de charognes ou de très jeunes oursons.

## Comportement et biologie
Des études ont démontré que le requin du Groenland grandit de 0,5 à 1 cm par année. Un requin capturé puis étiqueté au Groenland en 1936 fut capturé à nouveau en 1952. En seize ans, le requin n'avait grandi que de six centimètres. L'hypothèse a été en conséquence faite qu'un requin adulte de sept mètres de longueur pourrait être âgé de plus de 200 ans. Les âges de deux femelles de 4,93 m et 5,02 m de longueur ont été estimés à entre 260 et 410 ans (335 ± 75 ans) pour la première et entre 270 et 510 ans (392 ± 120 ans) pour la seconde, en se basant sur la datation du cristallin au carbone 14,. Ceci en fait probablement l'animal vertébré ayant la plus grande espérance de vie connue au monde, surpassant la baleine boréale,. La sénescence négligeable du requin de Groenland s'expliquerait par la croissance et le développement très lents de l'animal.
D'autre part le requin du Groenland est le requin le plus toxique du monde. Très appréciée au Groenland et en Islande, sa chair doit être bouillie plusieurs fois pour éliminer l'oxyde de triméthylamine (TMAO), une neurotoxine dont les effets sont proches de ceux de l'ivresse. Sa chair contient également une grande quantité d'urée pour réguler sa flottabilité, ce qui a valu à ce requin le sobriquet de pee shark (« requin-pipi »).
Ce requin est souvent porteur de copépodes parasites oculaires bioluminescents (Onmatokoita elongata), qui pourraient l'aider à attirer des proies.

## Déplacement
Le requin du Groenland nage à la vitesse de 0,34 mètre par seconde, soit environ 1,6 km par heure. Malgré cette lenteur, il arrive à capturer (probablement par surprise) des phoques à plus de 500 mètres de profondeur. Des proies plutôt rapides car leur vitesse de déplacement est d'environ 3,8 mètres par seconde. Le requin saisirait aussi sa chance en croisant sur sa route des phoques endormis.

## Mythes et réalités
Les attaques contre des humains sont presque inexistantes, vu la profondeur et la température auxquelles évolue cet animal. Un seul cas d'attaque mortelle sur des Inuits en kayak a été rapporté sans être confirmé. Un épisode de l'émission télévisée River Monsters laisse entendre que le requin du Groenland pourrait avoir inspiré la légende du monstre du Loch Ness.

## Exploitation humaine

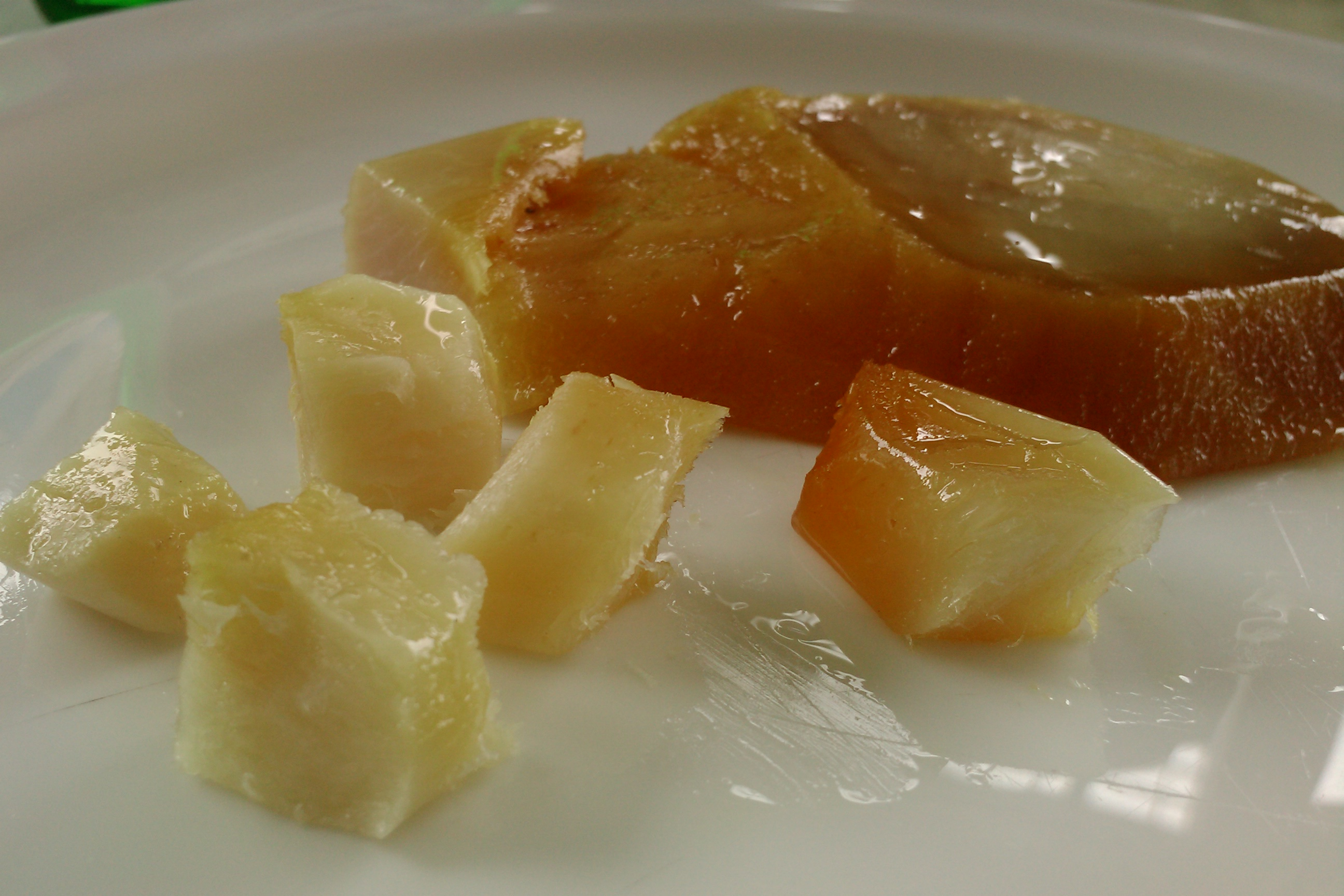
Hákarl, plat islandais préparé à partir du requin du Groenland.

Les Islandais font de sa chair du hákarl. Il est également exploité pour son cuir et ses dents dans l'Arctique.
Au Centre de technologie arctique ARTEK, à Sisimiut (Groenland), l'utilisation du requin du Groenland à la chair très huileuse, fait partie d'un projet pilote destiné à produire du biogaz à partir des déchets de la pêche.